# Elezioni parlamentari in Egitto del 2015
Le elezioni parlamentari in Egitto del 2015 si tennero il 17 ottobre (Alto Egitto e Delta del Nilo Ovest) e il 2 dicembre (Regione del Cairo, Egitto centrale e meridionale, Delta del Nilo Est) per l'elezione della Camera dei rappresentanti.

## Risultati
| Liste                                        | Seggi   | Seggi     | Seggi  |
| Liste                                        | Collegi | Nazionale | Totale |
| -------------------------------------------- | ------- | --------- | ------ |
| Partito dei Liberi Egiziani                  | 57      | 8         | 65     |
| Partito del Futuro della Nazione             | 43      | 10        | 53     |
| Neo-Wafd                                     | 27      | 8         | 35     |
| Partito dei Difensori della Patria           | 10      | 8         | 18     |
| Partito Repubblicano del Popolo              | 13      | 0         | 13     |
| Partito della Conferenza                     | 8       | 4         | 12     |
| Partito al-Nur                               | 11      | 0         | 11     |
| Partito Conservatore                         | 1       | 5         | 6      |
| Partito Democratico della Pace               | 5       | 0         | 5      |
| Partito Socialdemocratico Egiziano           | 4       | 0         | 4      |
| Movimento Patriottico Egiziano               | 4       | 0         | 4      |
| Partito dell'Egitto Moderno                  | 4       | 0         | 4      |
| Partito della Libertà                        | 3       | 0         | 3      |
| Partito Misruna Riforma e Sviluppo           | 3       | 0         | 3      |
| Partito Egitto Mia Patria                    | 3       | 0         | 3      |
| Partito delle Guardie Rivoluzionarie         | 1       | 0         | 1      |
| Partito Nazionale Unionista Progressista     | 1       | 0         | 1      |
| Partito della Costruzione dell'Egitto Libero | 1       | 0         | 1      |
| Partito Nasserista Arabo Democratico         | 1       | 0         | 1      |
| Indipendenti                                 | 251     | 74        | 325    |
| Membri di diritto                            | -       | -         | 28     |
| Totale                                       | 451     | 117       | 596    |

### Prima fase
| Liste                                        | Voti      | % | Seggi |
| -------------------------------------------- | --------- | - | ----- |
| Partito dei Liberi Egiziani                  | 1.009.083 |   | 41    |
| Partito del Futuro della Nazione             | 702.965   |   | 26    |
| Partito al-Nur                               | 494.042   |   | 8     |
| Neo-Wafd                                     | 392.138   |   | 16    |
| Partito Repubblicano del Popolo              | 198.822   |   | 11    |
| Partito Democratico della Pace               | 155.847   |   | 1     |
| Partito della Conferenza                     | 105.975   |   | 5     |
| Partito dei Difensori della Patria           | 89.875    |   | 7     |
| Partito della Libertà                        | 68.926    |   | 1     |
| Partito Socialdemocratico Egiziano           | 56.922    |   | 3     |
| Movimento Patriottico Egiziano               | 45.014    |   | 1     |
| Partito Egitto Mia Patria                    | 29.971    |   | 1     |
| Partito dell'Egitto Moderno                  | 25.993    |   | 2     |
| Partito Conservatore                         | 23.042    |   | 1     |
| Partito della Costruzione dell'Egitto Libero |           |   | 1     |
| Altri                                        |           |   |       |
| Totale                                       |           |   | 125   |